# Yūta Itō
Yūta Itō (jap. 伊藤 優汰 Itō Yūta; ur. 18 września 1992) – japoński piłkarz występujący na pozycji pomocnika. Obecnie występuje w Albirex Niigata.

## Kariera klubowa
Od 2011 roku występował w klubach Kyoto Sanga FC, Ehime FC i Albirex Niigata.